# Roger Williams National Memorial
Das Roger Williams National Memorial in Providence (Rhode Island) ist ein nationales Monument der Vereinigten Staaten.
Der Landschaftspark erinnert an Roger Williams, der Providence nach Gottes gnädiger Vorsehung (God’s merciful Providence) gründete, nachdem er 1636 mit seinen Anhängern von den Puritanern aus der Massachusetts Bay Colony vertrieben worden war.